# Andy Scherrer

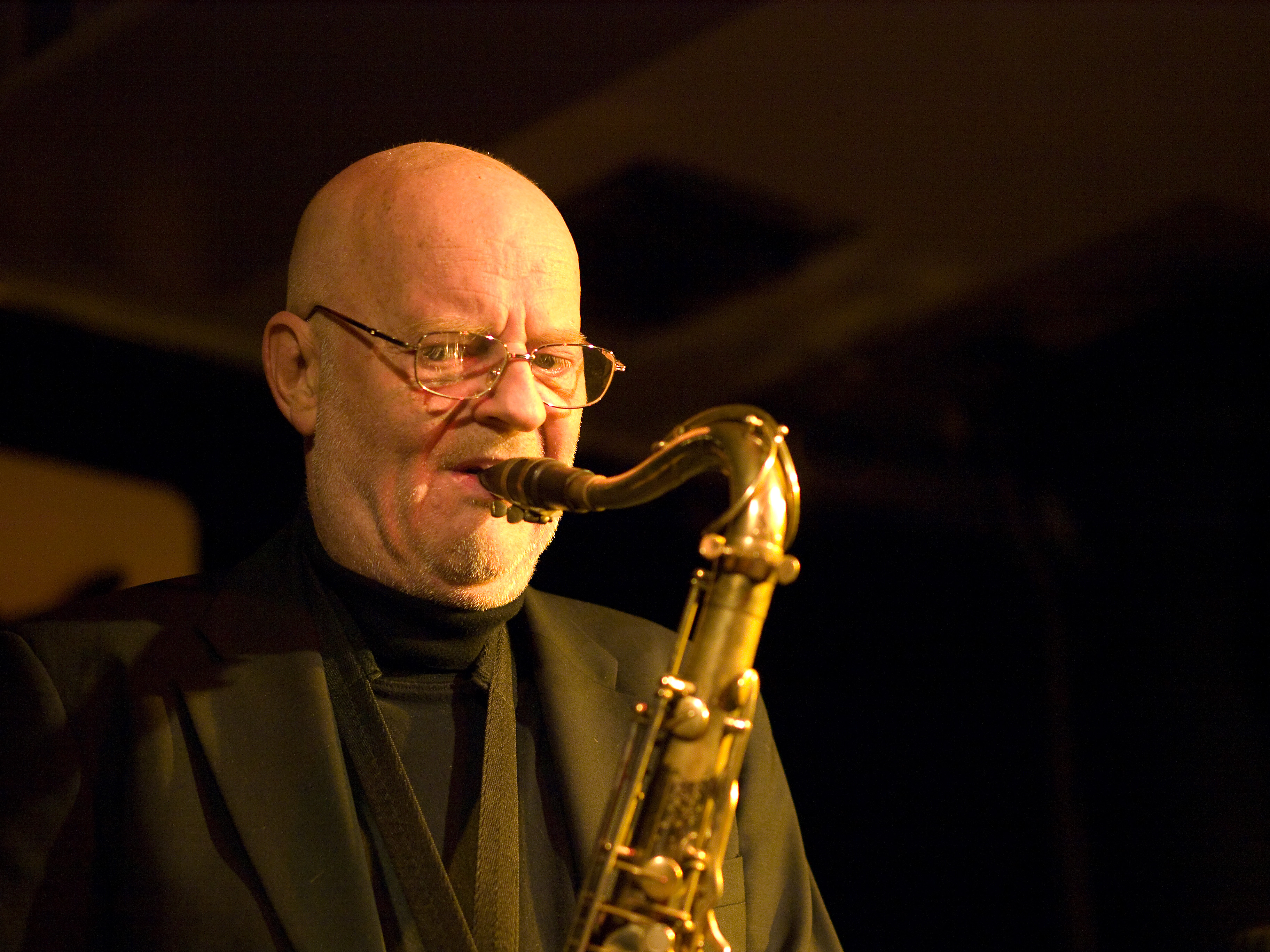
Andy Scherrer im Jazzclub Unterfahrt (München 2009)

Andy Scherrer (* 1946 in Brunnadern SG; † 25. November 2019) war ein Schweizer Jazz-Saxophonist (Tenor, Sopran) und -Pianist.

## Leben
Scherrer erhielt mit sieben Jahren Violinunterricht und brachte sich das Saxophonspiel mit 15 Jahren autodidaktisch bei. Daneben spielt er auch weitere Instrumente, wie Klavier und Hammond-Orgel. Er spielte zunächst in Disco-Bands, bevor er am Konservatorium in Basel bei Ivan Roth (klassisches) Saxophon studierte. Im Jazz zählten John Coltrane, Wayne Shorter und Joe Henderson (dem er 2003 eine Hommage widmete auf dem Album „Serenity - Tribute to Joe Henderson“, Unit Records) zu seinen Vorbildern.  Seit 1972 arbeitete er als Freelance-Musiker in eigenen Gruppen, aber auch mit dem „Slide Hampton-Joe Haider Orchester“, den „Hot Mallets“ von Isla Eckinger, „Free Bop“ von Billy Brooks, mit Renato Anselmi und den Schweizer Bands „Magog“ um Klaus Koenig und „Cojazz“ (als Pianist). Seit 1991 war er Mitglied des „Vienna Art Orchestra“. Er spielte u. a. mit Gary Burton, Cedar Walton, Kirk Lightsey, Benny Bailey, Dexter Gordon, Kenny Clarke, Curtis Fuller, Mel Lewis, Abdullah Ibrahim, Adam Taubitz und Ann Malcolm. Neben Auftritten als Saxophonist mit eigenem Quartett (mit dem Pianisten William Evans, Isla Eckinger am Bass und Dré Pallemaerts am Schlagzeug) begleitete er auch Sängerinnen am Klavier. Mit seinem Quartett nahm er neben dem Joe-Henderson-Album auch ein Tribut-Album für Mal Waldron auf („Remember Mal Waldron“, TCB) sowie „Second Step“ (TCB). Zuletzt bestand das Quartet neben Andy Scherrer aus Oliver Tabeling am Piano, Michael Chylewski am Bass sowie Markus Neuweiler am Schlagzeug.
Ab 1975 unterrichtete er Saxophon an der Swiss Jazz School in Bern. Zu seinen Schülern zählten Roman Schwaller und Domenic Landolf, mit denen er sich auch „Tenor Battles“ lieferte. Gelegentlich trat er auch mit einem weiteren Schüler, dem Berner Saxofonisten Donat Fisch, in dessen Quartett auf. Scherrer wohnte in Basel.